# Imperio otomano durante la Primera Guerra Mundial
Durante los primeros meses de la Primera Guerra Mundial, el Imperio otomano se mantuvo prudentemente a la expectativa, sin participar en ella, pese a los tratados que lo ligaban al imperio alemán: la Sublime Puerta dudó entre los dos bandos, antes de decantarse por el de los Imperios Centrales (formado primero por Alemania y Austria-Hungría) en octubre de 1914. Tras el fracaso de las ofensivas contra Egipto y el Cáucaso, el imperio hubo de enfrentarse en 1915 a una acometida enemiga contra Constantinopla, que pudo desbaratar, y a varios ataques en Armenia, Mesopotamia y Palestina. El sultán, en calidad de califa, título que ostentaban los soberanos otomanos desde el siglo XVI, hizo un llamamiento a la guerra santa contra los Aliados, que produjo alzamientos de territorios musulmanes de países de la entente en África y Asia. El imperio no contaba con medios para afrontar una guerra moderna y fue agotándose, ahogado por el bloqueo enemigo. El Imperio Otomano cometió un genocidio contra la población armenia. En el otoño de 1918, unidades británicas, mejor armadas que las enemigas, vencieron a las turco-alemanas al tiempo que la rendición búlgara dejaba indefensa la capital, lo que obligó al imperio a capitular. El Tratado de Sèvres fue firmado el 10 de agosto de 1920. Confirmaba la reducción del Imperio Otomano, que sólo conservaba Estambul en Europa y la parte occidental de Anatolia en Asia, menos la región de Esmirna, un territorio de apenas 420.000 kilómetros cuadrados. También preveía zonas de influencia en beneficio de los Aliados, así como de las minorías kurda y armenia. Nunca fue ratificado por todos sus signatarios y, al provocar un levantamiento nacional en Turquía en torno a Mustafa Kemal Paşa, condujo a la caída del Imperio Otomano. 

## Antecedentes y situación
El Imperio otomano se encontraba en muy mala situación cuando estalló la Primera Guerra Mundial en agosto de 1914. Acababa de sufrir gravísimas pérdidas en las guerras balcánicas de 1912-1913 y su ejército se hallaba en medio de una gran reorganización que se estaba verificando con asesoramiento alemán, pero que aún no había dado los resultados esperados. Las grandes pérdidas territoriales sufridas desde 1910 —que se añadían a otras sufridas desde 1878— en varias contiendas en las que había sido derrotado y los continuos gastos militares debidos tanto a estas como a la lucha con insurgentes albaneses y árabes habían empeorado la situación de la Hacienda imperial.
Desde 1878, las continuas pérdidas de territorio habían hecho que la población europea del imperio se redujese de la mitad a un quinto del total. En los conflictos de 1912 y 1913, el imperio había perdido el 32,7 % de su territorio y el 20 % de su población.
| Población comparada (en millones, 1914) |
|                                         |
| Según Erickson, p. 15.                  |

| Producción de carbón (en miles de toneladas, 1914) |
|                                                    |
| Según Erickson, p. 16.                             |

| Media de vías férreas (m por km², 1914) |
|                                         |
| Según Erickson, p. 16.                  |

El país seguía estando muy atrasado económicamente: su producción de carbón era mucho menor que la de las grandes potencias; la de hierro y acero, despreciable, al igual que la de la industria química; y las líneas férreas eran aún muy escasas para la gran extensión del imperio. El abastecimiento de armas dependía de una única fundición de cañones y armas ligeras, de una sola fábrica de munición y de una única factoría de pólvora para todo el imperio. Todas ellas estaban sitas en las afueras de la capital, junto al mar de Mármara, en una zona muy vulnerable a los ataques externos. La escasa industria hacía que el abastecimiento de armas y munición dependiese casi por completo de la importación. La situación financiera, por su parte, era de déficits continuos desde 1911. El 30 % del presupuesto nacional se destinaba al pago de la deuda externa. El país se encontraba casi en la bancarrota cuando estalló la guerra mundial.
Dada la mala situación militar y financiera otomana, ninguno de los Gobiernos de las grandes potencias europeas tenía gran entusiasmo por coligarse con el imperio, pero el káiser Guillermo II de Alemania instó a su Gobierno a suscribir un tratado de alianza con él, que se firmó el 2 de agosto de 1914. En principio, los mandos militares alemanes solo esperaban de los otomanos que distrajesen cierto número de divisiones rusas y británicas mientras ellos ganaban la guerra mediante el plan Schlieffen. Cuando este fracasó en el otoño de 1914, los alemanes comenzaron a presionar a los otomanos para que entrasen en guerra. El pacto se mantuvo en secreto, y los otomanos, que se hallaban en una situación peligrosa —en malas condiciones económicas y militares, inseguros sobre la reacción que tendrían Bulgaria y Rumanía, vulnerables a represalias de la Entente y sin una posición común en el Gobierno—, pospusieron la entrada en la contienda.
El 6 de agosto, Talat Bajá firmó otro acuerdo secreto, esta vez con Bulgaria, que ligaba a los dos países para defenderse de cualquier agresión de un país balcánico.

## El Imperio otomano y la guerra

### Objetivos bélicos otomanos y reclamaciones de las potencias

#### Objetivos bélicos del imperio

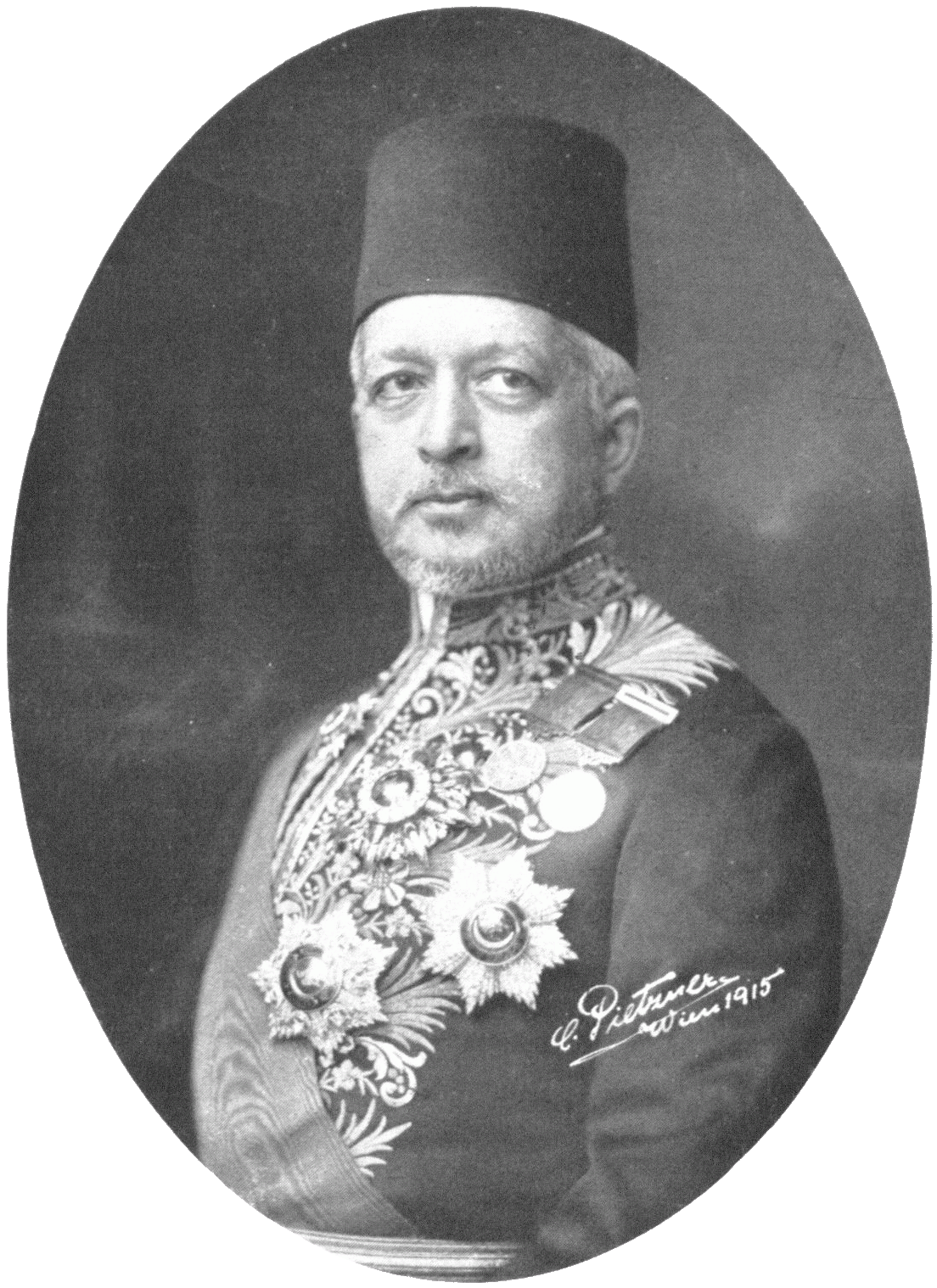
El gran visir Said Halim Bajá, signatario de la alianza entre turcos y otomanos en 1914.

Las razones del Gobierno otomano fueron los territorios perdidos por el imperio en contiendas anteriores o el anhelo de sacudirse el sometimiento a las potencias, que habían obligado al imperio a otorgarles concesiones y privilegios. Enver Bajá, ministro de Defensa, deseaba cuando menos recuperar territorios en el Egeo y en el Cáucaso, toda la península arábiga y parte del norte de África. La protección frente a Rusia, que ya los otomanos habían buscado en tiempos de Bismarck, también fue una razón importante en la decisión otomana de ligarse con los imperios centroeuropeos. Para los dirigentes del CUP, la guerra podía además permitir la radical transformación del imperio en una nación moderna e independiente de las intromisiones extranjeras, abrogar las concesiones financieras y mercantiles obtenidas hasta entonces por las potencias y recabar el apoyo de la población al Gobierno.
Los alemanes, en principio reacios a coligarse con un Estado débil, fueron cambiando de actitud según se fue haciendo más probable la guerra entre Austria-Hungría y Serbia. El objetivo era obtener nuevos aliados que fortaleciesen la posición de Austria-Hungría en los Balcanes.
Las negociaciones entre los otomanos y los Imperios Centrales, estos habían soslayado los objetivos bélicos de aquellos. Pese a ello, pronto los proyectos panturcos, de reunión de todas las poblaciones de idiomas túrquicos en un único Estado, de Enver Bajá chocaron con los planes alemanes para el Cáucaso y Asia.
En las negociaciones de paz de 1915 con Rusia, los otomanos expusieron su deseo de que se cambiase la situación de los estrechos del mar Negro, establecida en los tratados de París de 1856 y de Berlín de 1878; reiteraron su deseo de nuevo en 1916. Durante los primeros meses de 1915, antes de la conquista de Varsovia por los imperios y luego en 1916, los diplomáticos alemanes y turcos trataron infructuosamente de pactar con los rusos para que estos abandonasen el conflicto. La situación de los estrechos del mar Negro no era el único asunto que separaba a los imperios de los rusos: también disentían respecto de las fronteras con Irán y de la influencia que otomanos y rusos debían tener en este país; la repartición de las zonas de influencia e incluso de los territorios iraníes fueron tratados extensamente por los diplomáticos de los dos imperios enemigos.
El 25 de diciembre de 1916, el ministro de Asuntos Exteriores del imperio expuso los objetivos de este en caso de victoria en la guerra: la recuperación de los territorios ocupados por los Aliados desde 1914, la anulación de las disposiciones británicas sobre Egipto y la eliminación de la colonia en Chipre. Además, los otomanos pretendían obtener territorios en las costas del mar Negro, en especial, el puerto de Constanza. Pronto quedó claro, no obstante, que el imperio no podría recuperar todos los territorios perdidos en el transcurso de la guerra y por ello, con el apoyo militar alemán, los mandatarios otomanos trataron de obtener compensaciones territoriales en Transcaucasia.
Además, la entrada en guerra de Bulgaria cambió la situación en la zona del mar Negro. El zar Fernando había exigido como precio a su alianza con los Imperios Centrales ciertas cesiones territoriales en Tracia, a costa de los otomanos.
En 1918 y aprovechando la derrota militar rusa, los representantes otomanos lograron que los rusos evacuasen los territorios otomanos que aún ocupaban y expusieron su anhelo de obtener amplios territorios del Cáucaso ruso.

#### Consecución parcial de los objetivos bélicos imperiales
El hundimiento del poderío ruso en el Cáucaso atizó las ambiciones otomanas en la región; en febrero de 1918, el ministro de Asuntos Exteriores otomano, Nessimy Bey, expuso las reclamaciones sobre el territorio, evidenciando las diferencias entre otomanos y alemanes. Tanto el puerto de Batumi como la Transcaucasia podrían quedar sometidos teóricamente a los otomanos, pero económicamente debían estar ligados al Reich, según la visión alemana de la distribución de la zona. El 11 de mayo, en Batumi, los emisarios otomanos exigieron la recuperación de las fronteras de 1828 entre el imperio y Rusia, mientras que los alemanes deseaban proclamar un Estado caucásico teóricamente independiente, pero en realidad ligado política y económicamente a Berlín. La actitud alemana, claramente contraria a las ambiciones caucásicas otomanas, impelió a lo otomanos a aplicar una estrategia de hechos consumados ante su aliado, aumentando su presencia en la región, ocupando nuevos territorios, incluso si esto conculcaba lo dispuesto en el Tratado de Brest-Litovsk. Esto obligó a los alemanes a buscar abiertamente un pacto con el Gobierno otomano respecto al Cáucaso. Por otra parte, las ambiciones de los Imperio Centrales chocaban también con las de los nuevos Estados surgidos del desmembramiento del desaparecido Imperio ruso: Armenia, Azerbaiyán y Georgia.

#### Las ambiciones sobre territorio otomano
Todas las potencias beligerantes deseaban que se agudizase la decadencia otomana: incluso algunos de los aliados del imperio reivindicaban para sí algunos de sus territorios.
El zar búlgaro Fernando exigió, entre otras condiciones para unirse a los Imperios Centrales, la rectificación a su favor de la frontera turco-búlgara en Tracia. El 19 de septiembre de 1918, el Gobierno búlgaro exigió, como compensación de las ventajas obtenidas por el imperio en el Cáucaso, más territorios de la Tracia otomana.
El Imperio alemán, el principal sostén financiero de los otomanos durante la guerra, solicitó, por su parte, concesiones económicas; a partir de 1917, los responsables de la política económica alemana diseñaron un plan de expansión política y económica en el Imperio otomano. Las enormes deudas contraídas por este con los bancos alemanes permitieron a los alemanes recopilar una larga serie de ventajas que deseaban obtener del Gobierno de Constantinopla y que hubiesen equivalido al sometimiento de la economía del imperio al control alemán, entre otras, el dominio de los pozos de petróleo de Mesopotamia, concesiones mineras y permisos de navegación en el Tigris y el Éufrates. Para garantizar la recuperación de los empréstitos hechos al imperio, los responsables políticos y económicos alemanes elaboraron el 7 de abril de 1917 la lista exacta de objetivos que el Reich debía alcanzar en el Imperio otomano: el control de las cuencas mineras —tanto las ubicadas cerca del ferrocarril de Bagdad como otras— tanto mediante concesiones directas a empresas alemanas como mediante la participación mayoritaria en compañías mixtas turco-alemanas. A este dominio económico esperaban unir el político, plasmado en una serie de acuerdos políticos y militares entre Berlín y Constantinopla.
Durante el verano de 1918, incluso tras la batalla de Amiens, la consecución de los objetivos bélicos alemanes respecto al Imperio otomano hubiese supuesto el sometimiento económico de este a Alemania, mediante la entrega del control de la economía otomana a sus empresas, supuestamente como compensación de los préstamos bélicos; como parte del plan de control económico, el 9 de agosto, los diplomáticos alemanes exigieron la entrega de la explotación de los pozos petrolíferos mesopotámicos.
Por otra parte, la alianza de los otomanos con los Imperio Centrales suscitó nuevos planes de reparto de sus territorios entre los Aliados. Tras estudiar numerosos borradores de reparto territorial, el acuerdo definitivo entre los miembros de la Entente se plasmó en un documento del 9 de marzo de 1916: el litoral levantino, Cilicia y los valiatos de Adana y de Mosul se asignarían a Francia; Mesopotamia, al reino Unido; Rusia se adueñaría de Armenia y Kurdistán y obtendría el derecho de atravesar libremente los estrechos del mar Negro. Según el posterior acuerdo de Saint-Jean-de-Maurienne del 19 de abril de 1917, Italia obtendría Adalia y la región de Esmirna. Palestina quedaría bajo control común internacional. Además de estos acuerdos, los rusos persiguieron sus objetivos por su cuenta: continuaron su expansión hacia el sur que había comenzado en tiempos del zar Pedro el Grande y tanto el zar como luego el Gobierno provisional ruso, confirmaron el deseo de conquistar Constantinopla y los estrechos del mar Negro.

### La ayuda alemana

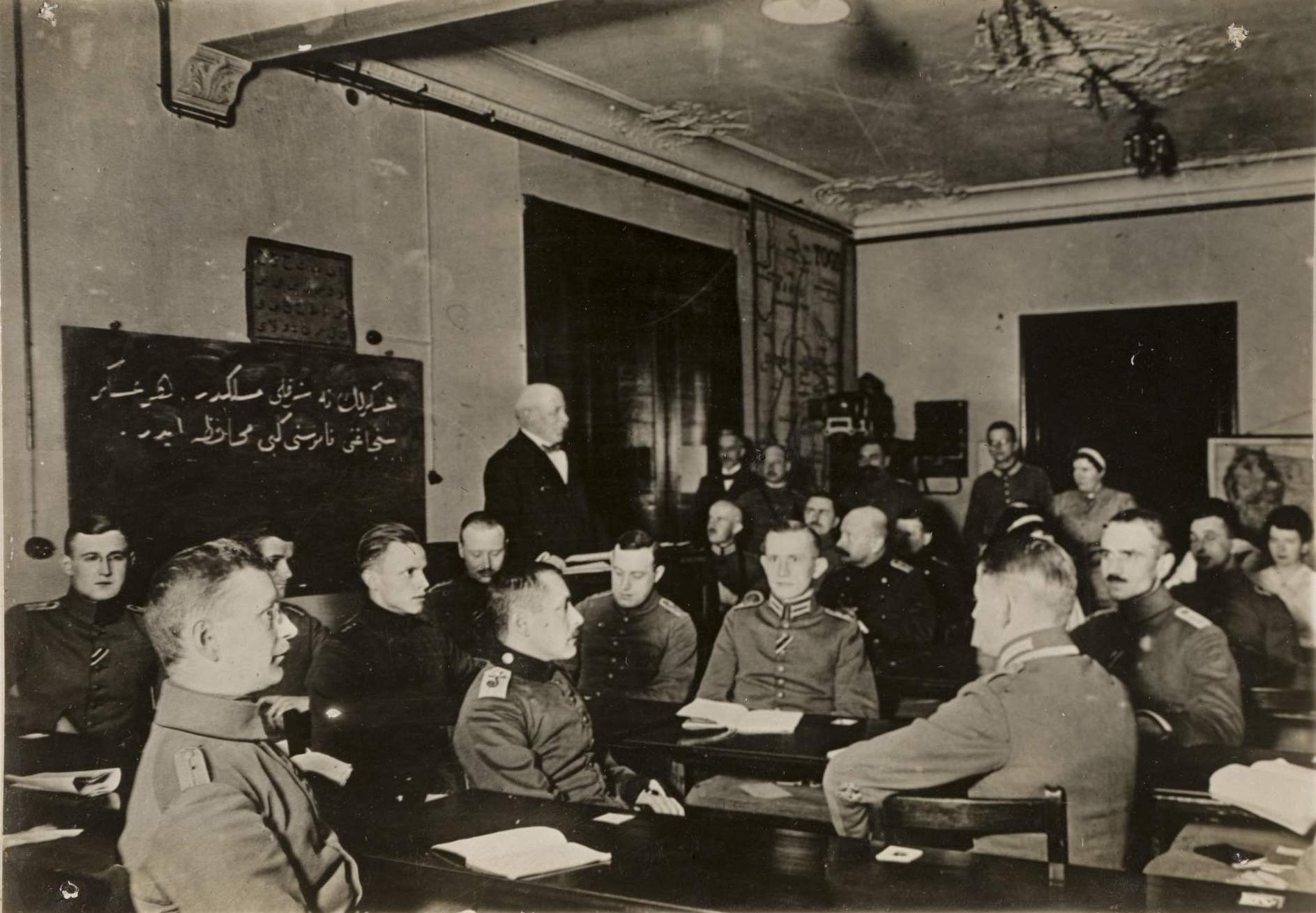
Oficiales alemanes en Berlín aprendiendo turco en 1914.

Aunque coligado con el Reich, el Imperio otomano no entró en guerra en agosto de 1914. La neutralidad otomana, sin embargo, era claramente favorable a los alemanes. Las misiones militares alemanas destinadas en el Imperio otomano fueron ganando influencia en el país. Tras la entrada del imperio en la guerra en octubre de 1914, la ayuda alemana a los otomanos fue constante; hasta el otoño de 1915 llegó por vía indirecta por la falta de comunicaciones terrestres entre los dos países y, tras la conquista de Serbia en septiembre de 1915, directamente a través de los Balcanes. La apertura de la ruta terrestre fue fundamental para paliar la agudísima escasez de armamento y munición que sufría el imperio desde la entrada en guerra, dada su total dependencia de la importación de estos.
A finales de octubre, los dos cruceros «turcos» —en realidad, el SMS Goeben y el SMS Breslau vendidos ficticiamente a los otomanos— precipitaron la entrada de guerra del imperio al zarpar junto con otros buques de guerra. Comenzaron a bombardear los puertos rusos de Odesa, Sebastopol y Novorosíisk y hundir de camino varias naves rusas de pequeño tonelaje y un paquebote francés. Este ataque, que no había aprobado el Gobierno y se había llevado a cabo mediante la conspiración de los asesores militares alemanes y los elementos proalemanes del CUP, desató una nueva guerra entre Rusia y el imperio. La operación había sido simplemente una manera de provocar a la Entente para asegurar la entrada en guerra del imperio. Una vez ocurrido, la mayoría del Gobierno decidió apoyar a los conspiradores y asumir el ataque. Varios ministros y el gran visir, sin embargo, se mostraron contrarios a esta decisión, en vano. El 29 de octubre, el imperio entró en guerra con la ruptura de relaciones diplomáticas con la Entente. El 2 de noviembre, Rusia le declaró la guerra.
El sultán, que no tomó parte en la decisión de declarar la guerra a los rusos, tuvo que proclamar, en calidad de califa, la guerra santa a la Triple Entente.

#### Neutralidad fingida
El estallido de la guerra en agosto de 1914 cogió desprevenidos a los mandatarios otomanos. El imperio no estaba listo para participar enseguida en una nueva contienda: sus ejércitos se hallaban dispersos y la capital, Constantinopla, no estaba protegida contra una posible incursión de los Aliados.
No obstante, un nota manuscrita del emperador Guillermo II de Alemania en una petición del jefe de la misión alemana en Constantinopla, Otto Liman von Sanders, del 29 de julio de 1914, despeja cualquier duda sobre la intención otomana de participar en el conflicto inminente. Con la complicidad de Alemania, los dirigentes otomanos mantuvieron, sin embargo, una actitud ambigua entre los dos bandos, y llegaron a negociar con los Aliados. Enver Bajá, por ejemplo, entabló conversaciones con estos el 9 de agosto: en ellas expuso las reivindicaciones otomanas sobre los Balcanes al embajador ruso, que incluían la recuperación de la Tracia occidental y de las islas del mar Egeo. La probabilidad de pactar con los Aliados era, empero, escasa: en julio Cemal Bajá había viajado a París a solicitar en vano la devolución italiana del Dodecaneso y ese mismo mes los británicos se habían negado a entregar al imperio los modernos acorazados Sultan Osman y Reshadieh, fabricados en el Reino Unido y sufragados por suscripción popular. Al mismo tiempo que se llevaban a cabo las negociaciones con los Aliados, los británicos incautaron los dos buques de guerra otomanos que les estaban construyendo en astilleros del Reino Unido el 28 de julio, lo que inclinó definitivamente al Imperio otomano hacia los alemanes. Los británicos se apoderaron de los buques sin devolver a los otomanos los siete millones y medio de libras que estos habían desembolsado por ellos.
Dada la gran dificultad de movilizar al Ejército por las malas comunicaciones que tenía el país, la operación comenzó el 2 de agosto, aunque en principio simplemente con el objetivo de defender el territorio imperial y no de acometer ninguna ofensiva. El proceso fue lento y no se completó hasta principios de noviembre. De los doce cuerpos de ejército que componían las Fuerzas Armadas, la mayoría, seis, se asignaron a la zona de la capital y Tracia; tres quedaron destinados a la frontera rusa, otro a Esmirna y el resto se envió al Levante y Arabia.
Además, el 10 de agosto, dos cruceros alemanes se presentaron ante las defensas de Constantinopla y recibieron permiso para llegar a la capital, lo que conculcaba el acuerdo de 1841 que regía el tránsito por los estrechos del mar Negro. El amparo concedido a los cruceros alemanes impelió al Gobierno otomano a tomar partido abiertamente por los Imperios Centrales; el almirante Wilhelm Souchon, jefe de la escuadra que formaban los dos cruceros anclados en Constantinopla, fue nombrado jefe de la Armada otomana (6 de agosto) y vicealmirante y otro marino alemán, el almirante Guido von Usedom, asumió el mando de las defensas costeras de la capital. El 9 de septiembre, los otomanos despidieron a la misión naval británica que asesoraba a la Armada imperial. En las semanas siguientes, tanto los otomanos como los Aliados se apresuraron a implantar un bloqueo de los estrechos constantinopolitanos para impedir el paso por ellos de fuerzas enemigas. A partir del 26 de septiembre, los otomanos impidieron el paso de cargueros por los estrechos.
Aunque la entrada en guerra de los otomanos no produjo beneficios inmediatos a los Imperios Centrales, sí que a medio plazo perjudicó a los Aliados, puesto que la clausura del tráfico en los estrechos del mar Negro estorbó los intercambios entre Rusia y sus aliados de Europa occidental. La alianza del Imperio otomano con Alemania y Austria-Hungría facilitaba también posibles ataques al jedivato de Egipto, protectorado británico, e incluso a la India. Por otra parte, la entrada en el conflicto dividió al Gobierno otomano: el principal representante del régimen, Enver Bajá, deseaba participar cuanto antes en la guerra, mientras que otros como Izzet Bajá preferían mantener la actitud ambigua entre los bandos enfrentados, y el propio gran visir, primer ministro y ministro de Asuntos Exteriores Said Halim Bajá estaba indeciso.

#### La Sublime Puerta y el Reich

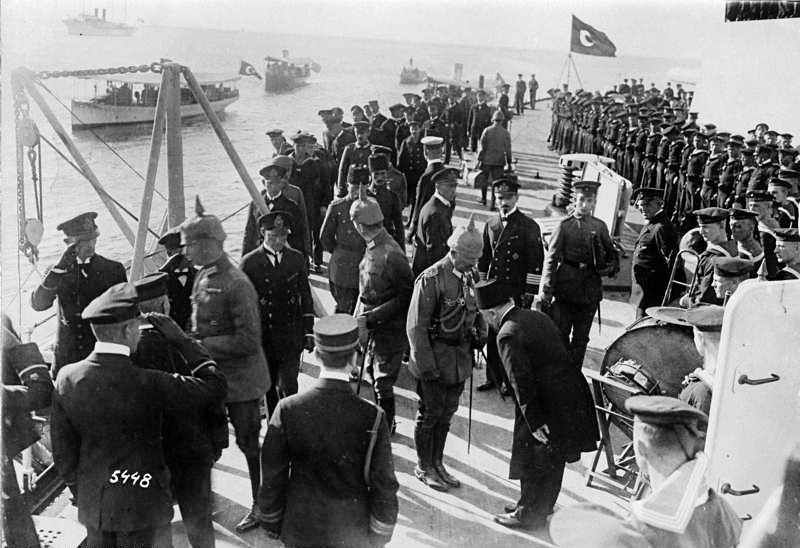
Visita del emperador alemán Guillermo II a Constantinopla en octubre de 1917. Guillermo sube a bordo del crucero Yavuz Sultan Selim (el antiguo Goeben).

Desde finales del siglo XIX, el Imperio otomano y el alemán habían estrechado lazos políticos y económicos. Para evitar las consecuencias de que los británicos cerrasen en algún momento el canal de Suez a los barcos alemanes e influido por los estudios de geopolítica de la época, Guillermo II planeó la construcción de un ferrocarril entre Alemania y el golfo pérsico que pasase por Constantinopla, Bagdad y Basora. Además de esta línea férrea, el sultán deseaba construir otra en el Hiyaz; la oposición británica a este proyecto, que lo impidió, hizo que, a partir de 1906, el Imperio otomano estrechara aún más los lazos con Alemania.
Tras las sucesivas derrotas en las guerra italo-turca y en las balcánicas, el Gobierno otomano había solicitado el envío de una misión militar alemana para reorganizar las Fuerzas Armadas, que en el verano de 1914 contaba ya con setenta miembros y que mandaba el general de caballería Otto Liman von Sanders.
A finales del verano de 1914, los reveses sufridos por los Imperio Centrales (en Francia, Galitzia y Serbia) hicieron dudar a las autoridades otomanas de la conveniencia de que el imperio entrase en guerra junto a estos, al menos hasta haber completado la movilización militar, haber recibido ayuda financiera y que la situación militar en el frente mejorase. El 17 de septiembre y luego el 11 de octubre, el embajador alemán en Constantinopla expuso el deseo de su Gobierno de contar con la colaboración otomana y prometió ayuda financiera. Cuando finalmente el imperio entró en guerra a finales de octubre, los asesores alemanes pasaron a ocupar puestos en el Estado Mayor otomano o de mando de algunas unidades, si bien el grueso de las unidades quedó al mando de oficiales otomanos.
El armamento otomano aumentó merced a la compra de cruceros alemanes. Se remozaron además las defensas de los estrechos, cuyas obras supervisaron ingenieros militares alemanes. En los estrechos del Bósforo y los Dardanelos se prohibió el paso de los buques aliados y se aprestaron las defensas que permitían interrumpir el tráfico marítimo. Se colocaron minas en los estrechos, y se prepararon la artillería costera —más de cien cañones de gran calibre— y los lanzadores de torpedos instalados en las costas asiática y europea; los efectivos disponibles permitían no tener que desplegar gran número tropas de infantería para defender este sector crucial y por ello fueron pocas las unidades de infantería que se destinaron a la zona de los estrechos a comienzos de 1915.
La ayuda alemana, que fue más fácil a partir de la derrota serbia del otoño de 1915 que abrió las comunicaciones terrestres entre el imperio y Centroeuropa, se plasmó en el envío de abastos al Ejército otomano —que dependía por completo de la industria militar alemana—, de material ferroviario y de carbón —del que los otomanos consumía ocho mil toneladas mensuales para uso militar y civil—. En 1916, tras la reapertura de la comunicaciones terrestre por los Balcanes, los alemanes enviaron a los otomanos ciento ochenta mil toneladas de lignito y ciento treinta mil de otros tipos de carbón, además de armamento y material ferroviario, que estos pagaron con alimentos y materias primas. También creció el número de asesores militares y de tropas, que en 1918 había alcanzado los veinticinco mil soldados, normalmente encuadrados en batallones o regimientos. El bélico fue el aspecto en el que la colaboración entre alemanes y otomanos resultó más sencilla, pues en cuanto a los objetivos bélicos, la política interior otomana o las finanzas, la cooperación fue más complicada.
El sostén alemán al imperio también fue financiero: en 1917, el Gobierno había recibido ya tres mil millones de marcos en préstamos, indispensables para sufragar los gastos bélicos. La dependencia financiera otomana de Alemania les daba a los mandatarios berlineses la posibilidad de influir en la política otomana y era un medio para lograr sus objetivos respecto al imperio. Los mandatarios otomanos lograron con gran habilidad, sin embargo, limitar la expansión económica y financiera alemana, y evitaron que los bienes de los países enemigos en territorio del imperio acabasen en manos de las empresas alemanas.
La influencia política alemana en el imperio también fue escasa, como fue palpable en el caso de las deportaciones de población armenia, que los alemanes no consiguieron detener. En algunos casos, como el de la protección de la población judía de Palestina, el imperio fue más conciliador con los alemanes, pero, en general, fue poco receptivo a las sugerencias políticas de Berlín.

### Intervención en el conflicto
La derrotas alemanas del verano de 1914 y la transformación de la guerra en una de desgaste, impelieron a los alemanes, con los que los otomanos estaban coligados merced a un tratado secreto firmado el 2 de agosto de 1914, a exigir a estos que interviniesen de inmediato en la guerra. La mayoría del Comité de Unión y Progreso y del Gobierno no deseaban hacerlo aún, pero una minoría que encabezaba Enver Bajá insistió en satisfacer las exigencias alemanas, convencida de poder obtener mejores condiciones en caso de victoria que si se retrasaba la entrada en la guerra. Entre la firma de la alianza secreta y la entrada en guerra del imperio pasaron finalmente casi tres meses.
Por entonces y tras el golpe de Estado de 1913, la política otomana la dominaba un triunvirato respaldado por el Ejército. Los triunviros decidieron entrar en guerra sin consultar al sultán ni al ministro del ramo. Los dirigentes otomanos retrasaron la entrada en la guerra hasta que vieron peligrar la alianza con Alemania si esta se postergaba más; convencidos de la necesidad de mantener la liga con el Reich, accedieron a participar en la contienda.
Tras la firma del primer tratado de alianza en agosto de 1914, a partir de octubre se comenzó a negociar otro nuevo pacto, que se alcanzó en enero de 1915 y resultó más favorable a los otomanos. El tratado original era fundamentalmente defensivo frente a Rusia y los otomanos deseaban pactar otros asuntos con los imperios centroeuropeos.

#### La declaración de guerra
A finales de octubre, los dos cruceros «turcos» —en realidad, el SMS Goeben y el SMS Breslau vendidos ficticiamente a los otomanos— precipitaron la entrada de guerra del imperio al zarpar junto con otros buques de guerra a bombardear los puertos rusos de Odesa, Sebastopol y Novorosíisk y hundir de camino varias naves rusas de pequeño tonelaje y un paquebote francés. Este ataque, que no había aprobado el Gobierno y se había llevado a cabo mediante la conspiración de los asesores militares alemanes y los elementos proalemanes del CUP, desató una nueva guerra entre Rusia y el imperio. La operación había sido simplemente una manera de provocar a la Entente para asegurar la entrada en guerra del imperio. Una vez ocurrido, la mayoría del Gobierno decidió apoyar a los conspiradores y asumir el ataque. Varios ministros y el gran visir, sin embargo, se mostraron contrarios a esta decisión, en vano. El 29 de octubre, el imperio entró en guerra con la ruptura de relaciones diplomáticas con la Entente. El 2 de noviembre, Rusia le declaró la guerra.
El sultán, que no tomó parte en la decisión de declarar la guerra a los rusos, tuvo que proclamar, en calidad de califa, la guerra santa a la Triple Entente..

#### La yihad, instrumento de propaganda germano-otomano
Desde finales del siglo XIX, parte de la política exterior del emperador alemán Guillermo II consistió en presentarse ante el mundo como el protector de los musulmanes. Durante su viaje a Damasco de 1898, declaró:

Que su majestad el sultán y que los trescientos millones de musulmanes repartidos por la faz de la Tierra que lo respetan como califa tengan la seguridad de que el emperador de los alemanes es su amigo eterno.

El emperador retomó esta propaganda el 29 de julio de 1914 y propuso utilizar el sentimiento panislámico contra el enemigo. En consecuencia, el tratado de alianza del 2 de agosto de 1914 preveía que el sultán, en calidad de califa, proclamaría la guerra santa contra los Aliados. Una de las primeras operaciones bélicas otomanas, acometida con colaboración alemana y austrohúngara, fue el ataque para tomar el Canal de Suez, en el que se empleó una intensa propaganda panislámica para debilitar las defensas británicas. La medida si bien fue un rotundo fracaso para la campaña en el canal de Suez , terminó resultando exitosa en el mediano plazo al suscitar levantamientos en Fesan, Tripolitania, Argelia, Egipto, Cirenaica, Túnez, Marruecos francés, Níger, África Occidental Francesa, Nigeria, Uzbekistán Kazajistán y Singapur 
En respuesta a la petición alemana, el sultán proclamó la guerra santa el 14 de noviembre de 1914. El Shayj al-islam hizo un llamamiento desde Constantinopla a la «mayor de las yihads» y recibió la ovación de decenas de miles de fieles. La reacción de las provincias fue menos entusiasta que la de la capital ya que en ellas el triunvirato de los tres pachás se seguía percibiendo como la consecuencia de la revolución de los Jóvenes Turcos, laicos, que en 1909 había derrocado al sultán Abdülhamid II, antiguo campeón del panislamismo.
Los servicios de espionaje otomanos trataron de establecer contactos con los representantes de la población norteafricana. Los alemanes, con colaboración otomana, intentaron sublevar a los árabes y bereberes contra la dominación francesa. El levantamiento sanusí en Libia se prolongó hasta 1918, aunque con escasa trascendencia para la contienda mundial.
En paralelo a las operaciones en el norte de África, los Imperios Centrales trataron de extender la guerra santa islámica a los imperios coloniales de sus enemigos. Deseaban desestabilizar la India británica y para ello alemanes y otomanos enviaron expediciones conjuntas a Persia. Además tanto Alemania como el Imperio otomano llevó a cabo una campaña de reclutamiento entre los prisioneros de guerra musulmanes.
En paralelo con el uso del sentimiento panislámico, los otomanos también trataron de aprovechar la lealtad de los albaneses musulmanes hacia la Sublime Puerta para agitar el principado de Albania, primero desde Apulia y luego desde Corfú.
Los representantes austrohúngaros animaron al sultán a seguir esta línea, que también contaba con el beneplácito de la embajada alemana y de los responsables de la política exterior del Reich.
Los planes grandiosos contrastaron, sin embargo, con los escasos medios que se les asignaron. Además los musulmanes de las colonias de la Entente vieron pronto que las ambiciones imperialistas alemanas no diferían de las del resto de potencias europeas y que ni Alemania ni el Imperio otomano les ofrecían, en todo caso, el dinero y el material necesarios para sacudirse el dominio colonial. Así pues, el efecto del llamamiento a la guerra santa resultó limitado.

## La Sublime Puerta en guerra

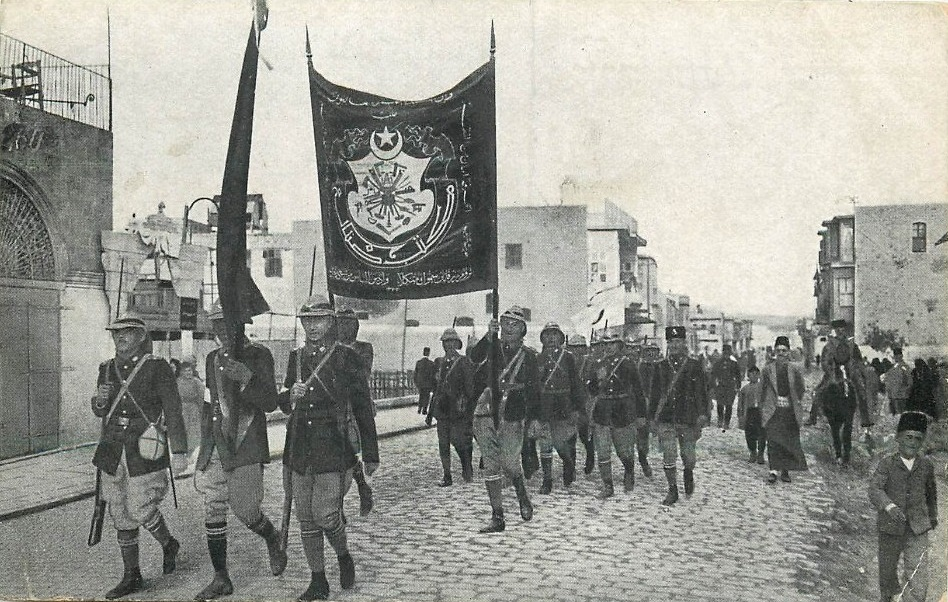
Tropas otomanas en Alepo durante la guerra.

### Los otomanos en la contienda

#### El Ejército otomano
El Ejército otomano, revitalizado por las reformas auspiciadas por la misión militar alemana, consumía seis millones de liras al año: la partida destinada a las Fuerzas Armadas era la mayor del presupuesto imperial. Tras las derrotas sufridas en las recientes guerras balcánicas, se hallaba inmerso en una gran renovación, que supuso el relevo de cientos de oficiales y grandes cambios organizativos. Los dos conflictos habían desbaratado completamente las Fuerzas Armadas imperiales, cuyos restos tuvieron que concentrarse en Tracia para proteger la capital.
De una población de unos veinte millones de personas, fueron llamadas a filas a lo largo del conflicto cerca de tres millones, aunque las enfermedades y las deserciones hicieron que rara vez el mando pudiese contar con más de medio millón de soldados. Únicamente la población musulmana hacía el servicio militar; la de otras religiones pagaba un impuesto para el sostenimiento de las Fuerzas Armadas.
El Ejército tenía que soportar la intromisión en asuntos militares tanto de los comités de Unión y Progreso, pese a su influencia decreciente, como de la Organización Especial (Techkilat-ı Mahsusa), cuyos miembros se inmiscuían tanto en los asuntos políticos como en los militares del imperio, lo que causaba el disgusto de los militares.
Alemania y Austria-Hungría enviaron a los otomanos asesores militares y algunas pequeñas unidades para combatir en los nuevos frentes surgidos de la entrada en guerra del imperio. El Estado Mayor de los otomanos tenía como modelo el prusiano, cuya estructura copiaron, y sus oficiales se formaban en la Academia Militar de Constantinopla, como la mayoría de los jefes de las divisiones y cuerpos de ejército que participaron en la contienda. La principal fortaleza del Ejército residía en su Estado Mayor y en la resistencia de la tropa; su principal debilidad, en la falta de mandos intermedios profesionales y de suboficiales de carrera, lo que complicaba el adiestramiento rápido de nuevos soldados y la sustitución de los oficiales caídos en combate por otros con experiencia. Las pérdidas sufridas en las guerras balcánicas también dificultaron el adiestramiento de los nuevos reclutas.
La prolongación de la guerra, que para el imperio duró ocho años, fue reduciendo el número de animales de tiro (indispensables para el transporte), el armamento y el material en general del que disponían las unidades otomanas, que rara vez contaban con una dotación completa. En algunas de ellas los soldados vestían uniformes harapientos y carecían de botas. Para tratar de paliar estas carencias, tanto Alemania como Austria-Hungría enviaron gran cantidad de abastos al imperio. Las tropas otomanas, escasas de abastos, no podían rivalizar con las del enemigo; para 1918, el Ejército otomano se hallaba agotado e incapaz de sostener la lucha durante mucho más tiempo. La falta de víveres y de medicamentos hizo que el grueso de las bajas que sufrió el Ejército no se debiesen a los combates.
Cuando el imperio entró en guerra, contaba con diecisiete divisiones acuarteladas en la zona de la capital, diez en Anatolia oriental, siete en el Levante, cuatro en Arabia y dos en Mesopotamia, aunque posteriormente se crearon nuevas unidades. Catorce de las divisiones estaban todavía en formación, tras las pérdidas de las guerras balcánicas y otras ocho cambiaron de ubicación; fueron las unidades que peor libradas salieron de los primeros combates de la guerra mundial. Los regimientos de caballería ligera, sustitutos de los de caballería irregular y con tradicionales problemas de disciplina se organizaron en cuatro divisiones de caballería de reserva asignadas al 3.er Ejército. En total, seiscientos mil soldados servían por entonces en las filas del Ejército. Las Fuerzas Armadas se dividían en nueve ejércitos y una veintena de cuerpos de ejército. El 1.º estaba destinado en Tracia y estuvo bajo mando alemán hasta octubre de 1915; el 2.º sirvió en la zona de los estrechos, en Tracia, en el Cáucaso y en Cilicia; el 3.º luchó en el Cáucaso; el 6.º defendía el frente mesopotámico; el 7.º, el 8.º y el 4.º combatieron en Palestina y el 5.º en Galípoli; el 9.º combatió en el Cáucaso y Persia.
El armamento al principio de la guerra era escaso e inadecuado. Tanto la artillería como las ametralladoras no eran suficientes para cumplir lo dispuesto para cada unidad. Las existencias de munición también eran exiguas y el imperio no podía cubrir las necesidades de producción en tiempo de guerra.
El Ejército destinó más de ciento veinte mil soldados al frente macedonio.
Durante la contienda el Ejército sufrió unas setecientas veinticinco mil bajas (trescientos veinticinco mil muertos, el resto heridos) y doscientos dos mil de sus soldados fueron hechos prisioneros. Para cuando el imperio se rindió en el otoño de 1918, las Fuerzas Armadas apenas contaban ya con treinta y tres mil soldados y había más de un millón de desertores.

#### Situación política

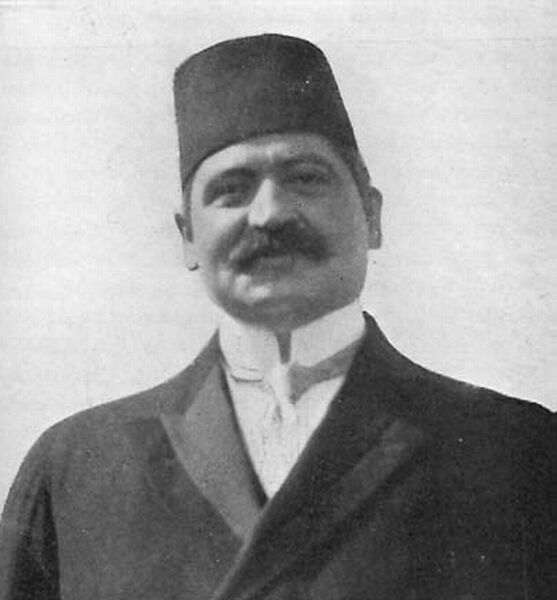
Talat Bajá, ministro del Interior (1913-1917) y luego gran visir (1917-1918)

Tras la toma del poder por el Comité de Unión y Progreso, este dominó completamente la política otomana; pronto, sin embargo, el poder quedó en manos de dos de sus miembros, Talat Bajá y Enver Bajá. Estos se disputaban el poder tras la muerte de la principal figura del movimiento de los Jóvenes Turcos.

#### Bloqueo y estrangulamiento de la economía otomana

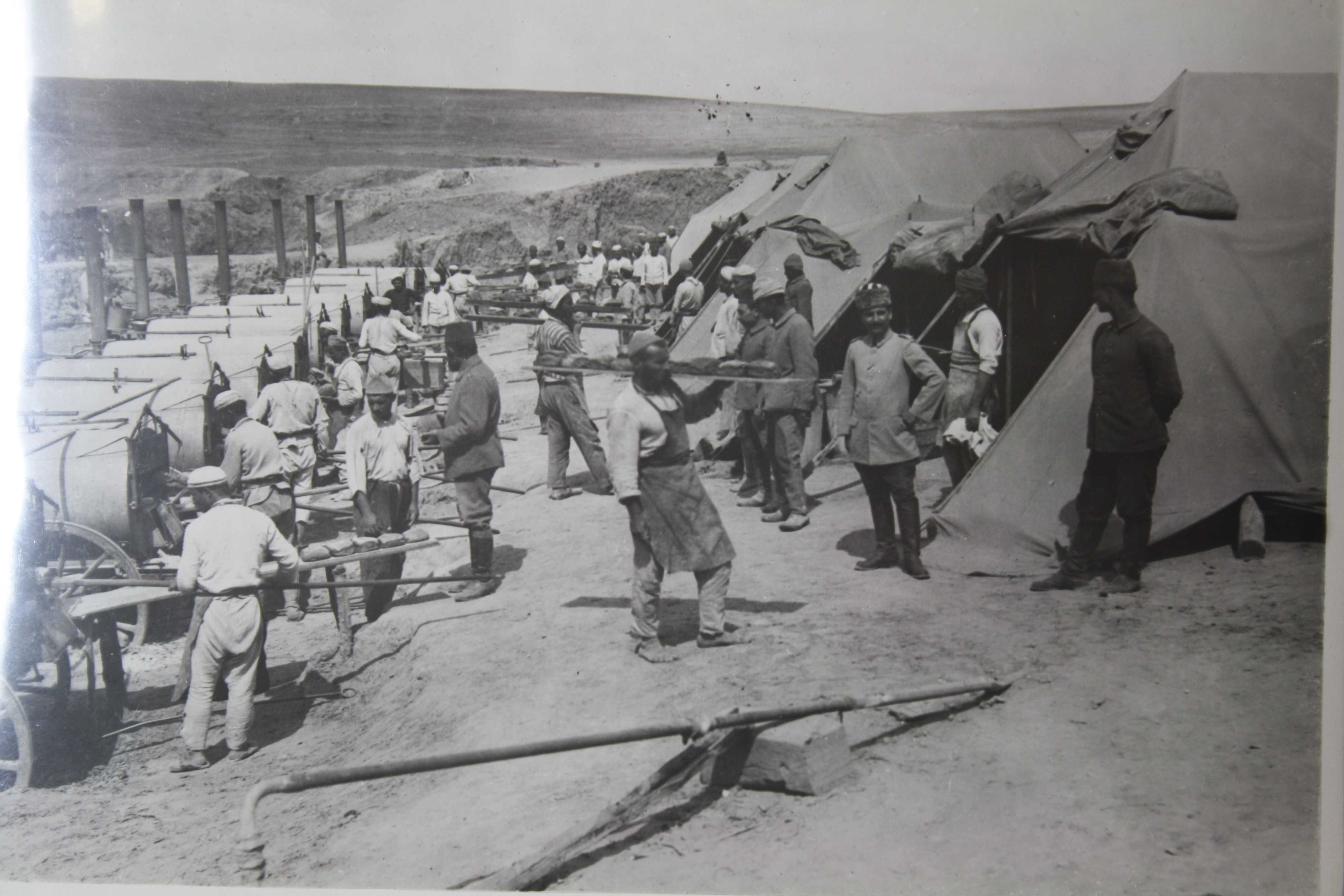
Panadería de campaña de una unidad otomana durante la guerra.

Desde el principio de la contienda, los Aliados impusieron un bloqueo estricto de las costas del imperio; los franceses vigilaban las del Levante y los británicos las del mar Rojo. Los otomanos no solo carecían de medios para burlar el bloqueo enemigo, sino que tampoco podían evitar el envío de armas y material de este a sus partidarios en el interior del imperio.
El bloqueo desbarató los intercambios comerciales por mar entre las provincias, impidiendo el cabotaje y saturando en consecuencia las líneas férreas. Las mercancías que surcaban el mar Negro para abastecer Constantinopla sufrían los ataques de la Marina rusa, que privó a la capital otomana de parte del suministro de carbón anatolio.

#### Los civiles en la contienda
El bloqueo del enemigo causó graves hambrunas a la población, tanto la de las principales ciudades (Estambul, Esmirna) y las del Líbano; que se agudizaron a partir de 1916. En 1917, la situación era tan grave que el gobernador de Beirut suplicó al patriarca maronita que solicitase la intercesión del papa para facilitar el abastecimiento de la población, en vano. Al concluir la guerra, los expertos militares aliados calcularon que la hambruna que había aquejado a los otomanos había causado casi un millón de muertos civiles, la mitad de ellos musulmanes.
Por otro lado, el bloqueo de los Aliados fomentó los desmanes de las autoridades contra la población lo que, a su vez, incitó a esta, en especial a las comunidades no turcas, a rebelarse contra ellas. La revuelta árabe, por ejemplo, estalló cuando las autoridades comenzaron a requisar camellos para las tropas.
Ya desde el comienzo del conflicto, sin embargo, el Gobierno tuvo que lidiar con la antipatía de parte de las comunidades del imperio, como la árabe, la armenia o la griega, que anhelaba mayor autonomía o incluso la independencia.

#### Matanzas de los cristianos orientales
Desde el momento de la implantación del triunvirato de los bajás a principios de 1913, se aplicó una política nacionalista turca, que se agudizó tras el estallido de la guerra mundial.
Tras la declaración de guerra otomana comenzaron las deportaciones de griegos de Asia Menor; luego, en la primavera de 1915, comenzaron las de los armenios, asesinados en gran número por las tropas otomanas. Acusados en abril de rebelión y colaboración con el enemigo, las autoridades otomanas comenzaron a deportarlos en condiciones atroces y a asesinarlos en sus localidades de origen. Entre setecientos mil y un millón de ellos perecieron a causa de las matanzas.
Por su parte, las poblaciones cristianas del Levante sufrieron los desmanes de las autoridades imperiales. Estas sospechaban que los cristianos deseaban sacudirse el dominio turco.

### Frentes de guerra

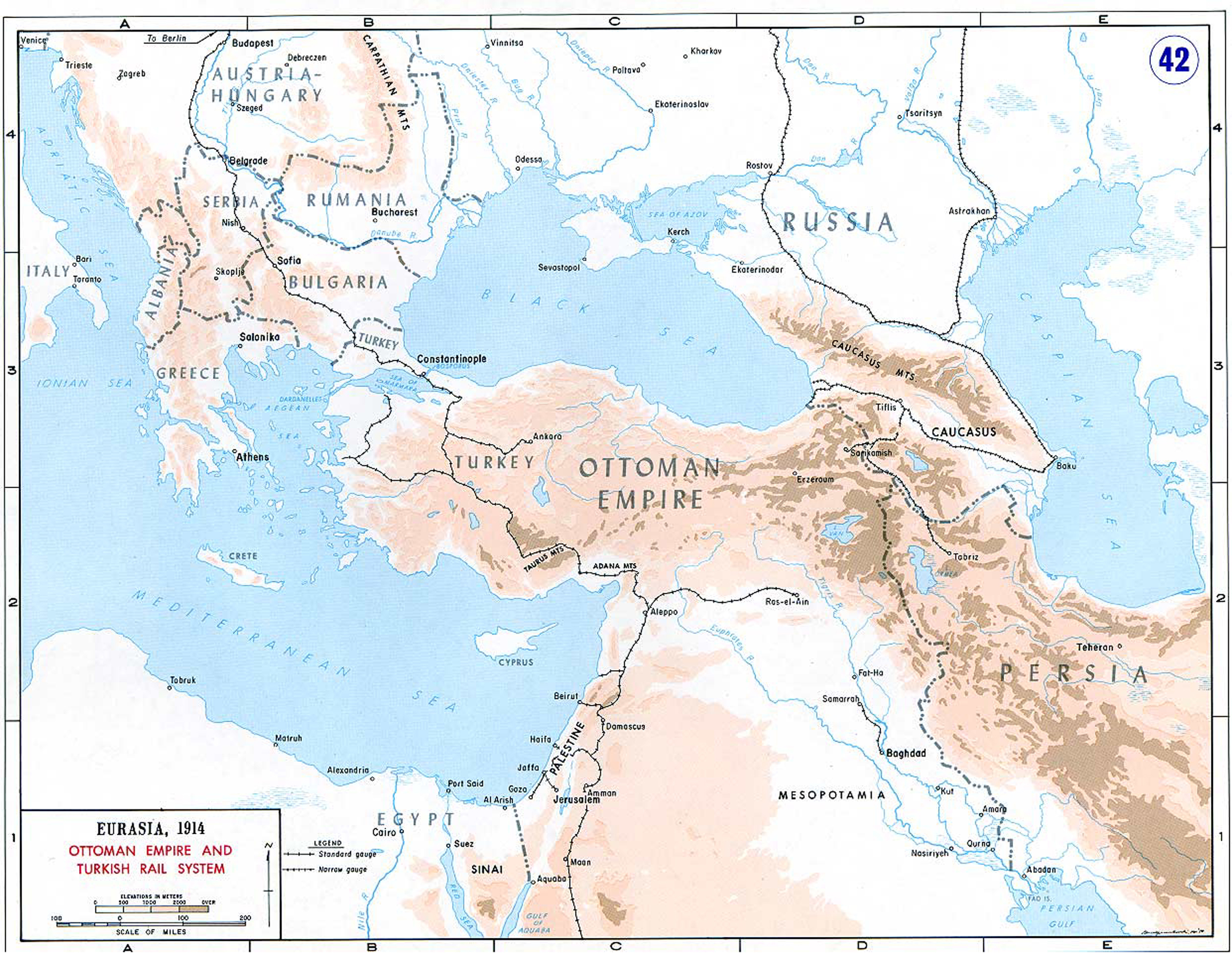
Red ferroviaria otomana en 1914.

Casi de inmediato tras entrar en guerra, el imperio tuvo que afrontar un ataque naval en los estrechos del mar Negro. Además el abastecimiento del país se veía estorbado por las difíciles comunicaciones con Alemania y Austria-Hungría, con las que no tenía conexión por tierra. Desde el comienzo de la participación otomana en la contienda, los estrategas de los Imperios Centrales concedieron gran importancia al establecimiento de comunicación terrestre entre Centroeuropa y el imperio.

#### Retos militares del imperio
La intervención otomana en la guerra hizo que surgiesen nuevos frentes y nuevas necesidades militares en los dos bandos. Los otomanos tenían necesidad de soldados, material y víveres, que esperaban recibir de sus coligados de los que, sin embargo, les separaba Serbia, enemiga, y Bulgaria, todavía neutral a finales de 1914. Por su parte, algunas de las operaciones militares de los Aliados contra los otomanos se diseñaron para apoderarse de regiones con grandes recursos, como el ataque a Mesopotamia, zona rica en petróleo.
Las deficiencias en las industrias y en las redes de transporte complicaban las operaciones bélicas otomanas, el imperio participaba en una guerra moderna que requería una potente industria, pero contaba con una economía arcaica. Pese a ello y a la crónica falta de dinero del Estado, casi en la bancarrota, los otomanos fueron capaces de enfrentarse a un millón de soldados enemigos durante cuatro años de guerra, merced en parte al sostén alemán.
Pese a la enorme extensión del imperio, este contaba apenas con cinco mil setecientos kilómetros de líneas férreas. La escabrosa geografía otomana complicaba la construcción de vías férreas; algunos trazados se habían abandonado y otros aún se hallaban en obras cuando estalló la guerra. A diferencia de las redes ferroviarias de las potencias, diseñadas para facilitar el despliegue de los ejércitos en caso de guerra, la reducida red otomana la habían construido consorcios extranjeros con motivos económicos y no militares, por lo que no estaba preparada para coadyuvar en las operaciones militares. El diverso origen de los constructores originó además que hubiese distintos anchos de vías y material de distintos fabricantes, que requerían repuestos diferentes. El ferrocarril de Bagdad todavía se hallaba en construcción y tenía tres tramos en obras que obligaban a transbordar la carga entre las secciones ya en servicio, con el consiguiente retraso en el transporte. Las obras de los túneles que atravesaban los montes Tauro todavía no habían concluido para cuando estalló el conflicto —se terminaron a principios de octubre de 1918, tres semanas antes de la rendición otomana—; todo el material bélico se importaba y para llegar al frente de Palestina tenía que ser cargado y descargado ocho veces. El que esta importante línea férrea no estuviese lista cuando comenzó la contienda afectaba no solo al Levante, sino también a Mesopotamia. Las tierras lindantes con Rusia carecían por completo de ferrocarriles, de manera que todo el abastecimiento del frente del Cáucaso tenía que realizarse con animales por carreteras de pésima calidad. En general, la falta de una buena red de ferrocarriles perjudicó notablemente las operaciones militares en los frentes palestino, mesopotámico y caucásico durante todo el conflicto. Las malas comunicaciones terrestres aconsejaban el uso del transporte marítimo por las largas costas del imperio —muy abundante antes de la guerra—, pero la inferioridad naval otomana frente al enemigo lo hacía imposible. En cuanto estalló la guerra, los Aliados bloquearon las costas otomanas, salvo la del mar negro —lo que permitió el abastecimiento de carbón a la capital, pese a los intentos de estorbarlo de la Marina rusa—.
La tropa, mal abastecida, sufría graves privaciones, lo que fomentaba las deserciones.
Los Aliados reaccionaron de inmediato a la declaración de guerra otomana y tuvieron que retirar unidades de Europa para cubrir los nuevos frentes; Rusia destinó parte de sus fuerzas al nuevo frente del Cáucaso.
La geografía del imperio también influyó en el desarrollo de la contienda: las larguísimas fronteras del imperio, mal defendidas, permitieron que el enemigo se apoderase pronto de algunos enclaves e islotes otomanos; las malas comunicaciones entorpecieron el abastecimiento de algunas zonas, que carecieron del avituallamiento necesario hasta el final de la guerra.

#### El Cáucaso

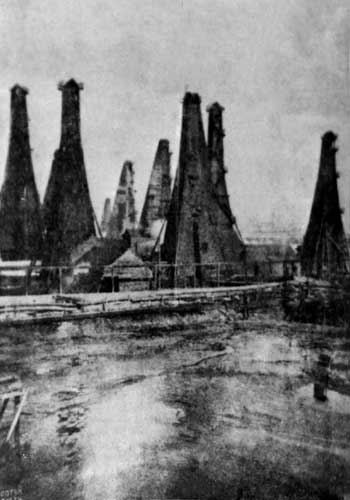
Pozos de petróleo de Bakú en un fotograma de una película rusa de 1916.

En el Cáucaso fueron los rusos los primeros en abrir las hostilidades, con una acometida contra Köprüköy que infligió grandes pérdidas al 3.er Ejército. Este contaba con nueve divisiones, tres de ellas aún en formación y otras cuatro recién llegadas de Tracia, donde habían participado hasta entonces en la defensa de Constantinopla tras las guerras balcánicas. La campaña del Cáucaso continuó muy mal para los otomanos: su primera acometida contra los rusos, una complicada maniobra de flanco a través de las montañas nevadas, acabó en descalabro en la batalla de Sarıkamış (diciembre de 1914-enero de 1915); la aventura, mandada por Enver Bajá, le costó a las unidades que participaron en ella un 81 % de sus hombres —sesenta mil bajas—. El ejército ruso penetró en la Armenia otomana.
Durante el año siguiente, las diecisiete divisiones otomanas de este frente libraron una continua guerra de ataques y contraataques con los rusos en torno al lago Van. La batalla de Kara Killisse, disputada en julio de 1915, fue una victoria táctica de los rusos, que no pudieron aprovecharla. En enero y febrero de 1916, la batalla de Erzurum también acabó con victoria rusa. Esta localidad, una vetusta fortaleza, cayó en manos de los ejércitos del gran duque Nicolás el 16 de febrero, que hicieron trece mil prisioneros. La ofensiva rusa, desencadenada en plano invierno, cogió desprevenidos a los mandos otomanos, que esperaban que este frente se mantuviese sin actividad. El 18 de abril, el Ejército de Tierra ruso, apoyado por la Armada, conquistó Trebisonda, lo que perjudicó el abastecimiento del 3.er Ejército otomano, que en los meses siguientes sufrió nuevas derrotas. Los intentos de recuperar territorio de mayo y junio tuvieron magros resultados. En julio los rusos se apoderaron de Bayburt y Erzincan. En agosto y pese a las enormes dificultades para enviar refuerzos a este remoto frente, pésimamente comunicado con el resto del imperio, las nuevas unidades del 2.º Ejército de Ahmed Izzet Bajá lograron atacar el flanco izquierdo ruso desde la región de Diyarbakır, recuperar parte del terreno perdido y estabilizar el frente. Para ello, los otomanos tuvieron que emplear gran cantidad de tropas: para finales de año, casi la mitad del ejército estaba destinado en el frente caucásico. La contraofensiva otomana, de escaso resultado, fue muy costosa en hombres: de los cien mil que participaron en ella entre agosto y septiembre, treinta mil murieron o quedaron heridos en los combates. Fue, además, la última ofensiva otomana de la guerra en 1916 y supuso el desgaste de la última reserva con la que por entonces contaba el imperio (ocho divisiones veteranas de la campaña de Galípoli y otras dos de nueva creación pero de gran calidad). En total, en los combates que se libraron en el verano de 1916, los otomanos perdieron alrededor de cien mil soldados, que no pudieron sustituir. El agotamiento de los dos bandos y la crudeza del invierno de 1916-1917 hizo que los combates en este frente fuesen mínimos en 1917.
La Revolución de Octubre, la desintegración del ejército ruso y los movimientos independentistas caucásicos permitieron a los otomanos recobrar el territorio perdido hasta entonces. En el invierno de 1917, tras un verano escaso de combates, se firmó un armisticio en el frente caucásico, que se rubricó en Erzincan. El 12 de febrero de 1918, sus ejércitos cruzaron la línea de armisticio con Rusia   para lanzar una de las ofensivas más exitosas de la guerra para el Imperio Otomano; el 13 el I Cuerpo de Ejército del Cáucaso recuperó Erzincan y el 12 de marzo, Erzurum. El II Cuerpo entró en Trebisonda el 17 de febrero. El IV Cuerpo, situado al sur de los otros dos, recobró Van y alcanzó la frontera con Rusia y Persia a mediados de abril.
En marzo y luego mayo de 1918, la disolución del Ejército ruso y el desmembramiento del virreinato del Cáucaso en repúblicas independientes permitió que los ejércitos otomanos penetrasen en el Cáucaso enfrentando los ejércitos de estas repúblicas, venciéndolos con facilidad y se apoderasen de vastos territorios que habían ambicionado desde hacía tiempo. El 15 de abril se hicieron con Batumi y diez días más tarde, con Kars. Estas conquistas inquietaron a los mandatarios alemanes, que tenían gran interés en adueñarse de las riquezas mineras y petrolíferas de la región. En junio de 1918, la expedición alemana al Cáucaso le permitió al Reich ocupar Georgia y tener acceso al oleoducto Bakú-Batumi, que conservó hasta el final de la guerra. La llegada de los alemanes impidió a los otomanos continuar su avance hacia Georgia. Por su parte, los otomanos, que habían formado el «Ejército del Islam» con seis mil soldados y diez mil voluntarios azerbaiyanos, siguieron avanzando hacia el este y se apoderaron de la región de Azerbaiyán, pese a los vanos intentos de los ejércitos británicos que desde la Persia invadida por los ingleses intentaban frenarlos. Los británicos y las fuerzas de la Dictadura del Caspio Central solo lograron detener temporalmente, hasta el 15 de septiembre la marcha del enemigo en Kürdəmir. Los otomanos, que alcanzaron Bakú, dominaron el Cáucaso meridional hasta noviembre, cuando comenzaron a retirarse lentamente de la región.

#### Los Dardanelos y los Balcanes

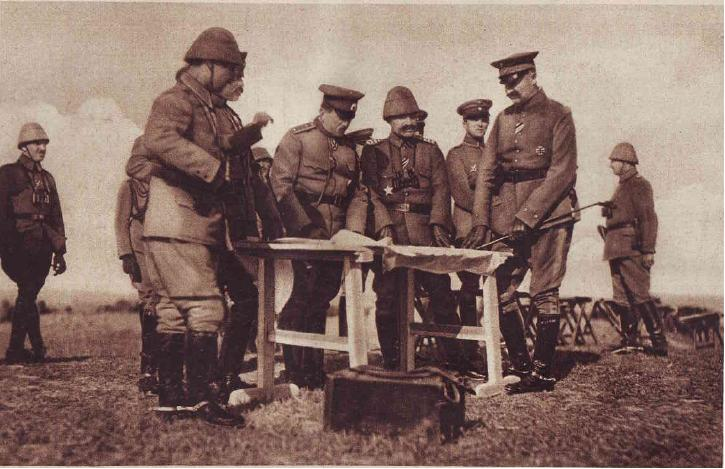
Los generales Hilmi Bajá (otomano) y Stefan Toshev (búlgaro) en el frente de Dobruya en 1916.

A comienzos de 1915, los estrategas británicos, influidos por Winston Churchill, a la sazón primer lord del Almirantazgo, sopesaban la conveniencia de atacar directamente la capital otomana, aunque los expertos militares, tanto británicos como franceses, entre los que destacó Pierre Loti, criticaron el plan. El plan consistía en un desembarco a la entrada de los estrechos del mar de Mármara seguido de un avance de la infantería en el que colaborarían las escuadras aliadas, fundamentalmente como respaldo artillero de la infantería. Según los que diseñaron el plan, la aparición de la flota aliada ante la capital del Imperio otomano comportaría el hundimiento del régimen político de los «Jóvenes Turcos».
El asalto de la poderosa flota anglo-francesa, comenzó el 19 de febrero de 1915, pero pronto se encontró con la enconada defensa otomana, asesorada por expertos militares alemanes que conocían perfectamente el terreno en el que se libraban los combates. Tras el fracaso de la incursión inicial de la flota, los Aliados prepararon un contingente que debía conquistar los fuertes enemigos situados a ambos lados del estrecho de los Dardanelos.
En abril de 1915, un cuerpo expedicionario británico desembarcó en la península de Galípoli, cerca de la isla fortificada homónima, clave para controlar el estrecho. Chocó con la denodada defensa de los otomanos, que dirigía Mustafa Kemal (el futuro «Atatürk»). El desembarco del Cuerpo Expedicionario de Oriente francés en la costa asiática y de unidades ANZAC en la europea no mejoró la situación de los Aliados, que tuvieron que evacuar la zona en abril de 1916. La campaña de Galípoli supuso la mayor victoria otomana de la guerra y les costó a los Aliados cuarenta mil bajas.
La entrada en guerra de Bulgaria en el bando de los Imperios Centrales en septiembre de 1915 eliminó la amenaza sobre la capital otomana; los Aliados se centraron a partir de entonces en sostener el frente macedonio, más alejado de Constantinopla que los Dardanelos. A este frente los otomanos aportaron unos cuarenta mil soldados, que cubrían principalmente el sector del río Struma. Los Aliados desplegaron en este frente primero dos divisiones, que debían haber asegurado el contacto con los serbios, pero que no pudieron hacerlo al cortarles el paso las fuerzas búlgaras. En el verano de 1916, los Aliados habían concentrado en este frente un cuarto de millón de soldados, parte de ellos eran los ciento cincuenta mil serbios evacuados por las flotas aliadas de Albania tras la invasión de Serbia por los Imperios Centrales. Poco después el general aliado a cargo del frente, el francés Maurice Sarrail, contaba con trescientos cincuenta mil soldados. En consecuencia, en septiembre los alemanas solicitaron unidades a los otomanos para reforzar sus posiciones. Las unidades otomanas libraron escasos combates en este frente, por lo que en abril de 1917 se retiraron para reforzar los de Palestina y Mesopotamia.
La necesidad de que los otomanos enviasen unidades al frente oriental se originó en las enormes pérdidas sufridas por los austrohúngaros en la Ofensiva Brusílov de principios del verano (oficialmente 464 382 soldados y 10756 oficiales, aunque cálculos modernos indican que fueron en torno a 750 000, de los que 380 000 cayeron cautivos de los rusos) y en la incapacidad de Alemania de aportar los soldados necesarios por hallarse por entonces enfrascada en otros frentes. Dos divisiones marcharon al norte y se enfrentaron a los rusos en septiembre. Pese a las pérdidas que sufrieron en esa acometida, que requirió la colaboración de una unidad alemana para ser repelida, los otomanos pudieron luego sostener su sector sin problemas el resto del año. Lo mismo sucedió entre enero y abril de 1917 y luego en junio y julio: los otomanos consiguieron repeler los repetidos asaltos enemigos. En agosto, las fuerzas otomanas abandonaron el frente oriental europeo para participar en las operaciones en Palestina y Mesopotamia.
Cuando Rumanía entró en guerra en agosto de 1916, los otomanos también enviaron tropas: tres divisiones se apostaron en la Dobruya y otra participó en la conquista de Valaquia. En abril de 1918, las divisiones otomanas abandonaron el frente rumano para reforzar el caucásico.

#### Persia
Persia se declaró desde el principio neutral en la guerra mundial y trató de evitar comprometerse con los dos bandos enfrentados. Pese a ello, su territorio fue pronto campo de batalla de los beligerantes, lo que obligó al Gobierno persa a crear una comisión para calcular los estragos sufridos por el país a causa del conflicto mundial.
El país contaba con guarniciones rusas y británicas. Los otomanos atacaron las primeras a finales de 1914 e invadieron el norte del país; en enero de 1915, habían alcanzado Tabriz. El contraataque ruso hizo retroceder a los otomanos hasta la frontera y, a partir de entonces, los combates en esta zona se limitaron a una serie de escaramuzas entre un cuerpo de caballería rusa y un puñado de tropas otomanas apoyadas por irregulares persas.
Los alemanes, para disgusto de los otomanos que no deseaban que estos extendiesen su influencia por la zona, enviaron a través de Persia algunas pequeñas expediciones hacia Afganistán y Asia Central para fomentar las revueltas contra rusos y británicos.
Aunque tanto alemanes como otomanos anhelaban apoderarse de territorio persa y habían firmado incluso un pacto al respecto en Constantinopla en 1915, por el que acordaban repartirse la Persia occidental en zonas de influencia, el Gobierno persa no reaccionó a las ambiciones de los dos países hasta la conquista de Damasco por los Aliados en septiembre de 1918. En la primavera de 1916 y aprovechando la victoria en Kut, los otomanos volvieron a penetrar en Persia y a principios de agosto se adueñaron de Hamadan, donde se detuvieron por falta de fuerzas para seguir avanzando. Los rusos se replegaron a las montañas para esperar refuerzos y dificultar la invasión otomana.

#### El Levante y la península arábiga

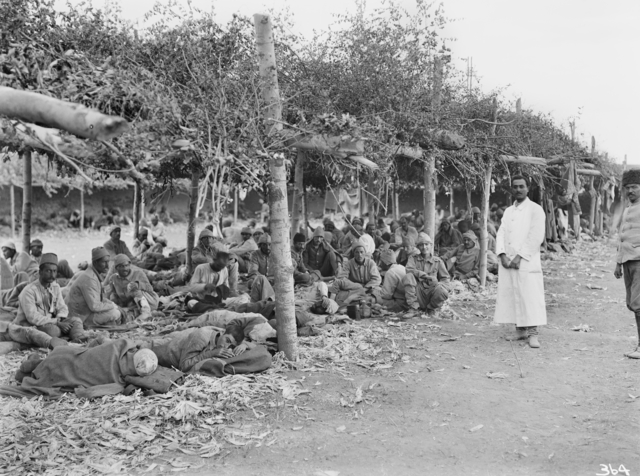
Prisioneros de guerra otomanos en Siria en 1918

Los otomanos emprendieron pronto una ofensiva turco-alemana contra el canal de Suez, que fracasó en febrero de 1915 ante la falta de colaboración de la población egipcia y debido a la intervención de los buques de guerra de los Aliados desplegados en el canal. El ataque, en el que habían participado veinte mil soldados que tuvieron que atravesar el Sinaí para alcanzar el canal, se saldó con una derrota, pero el miedo británico a perder el control de Egipto y el canal les hizo destinar ciento cincuenta mil soldados a este frente.
A la derrota en Suez se unió la pérdida de ciertas islas —en especial, del litoral libanés— que ocupó el enemigo.
En el sur de Arabia, donde los británicos administraban ya el protectorado de Adén, se colocaron minas.
El frente se mantuvo tranquilo hasta las primeras escaramuzas de abril de 1916, en la que los otomanos hicieron prisioneros a los soldados de un regimiento británico en el Sinaí. Aprovechando la llegada de la 3.ª División, curtida en los combates de Galípoli, los otomanos decidieron acometer al enemigo para desbaratar sus preparativo de ofensiva desde la zona del canal. Alemanes y otomanos emprendieron un nuevo asalto al canal de Suez; la batalla de Romani (3-5 de agosto de 1916) acabó, empero, con una nueva retirada otomana. Pese a los concienzudos preparativos de la ofensiva, esta se saldó con una nueva derrota y la pérdida de dieciséis mil soldados. El fallido asalto otomano dio paso a otro periodo de tranquilidad en este frente. A partir de entonces la iniciativa en este frente pasó a los británicos, que trataron de avanzar a través del Sinaí hacia Palestina. Al comienzo, tuvieron grandes problemas para avanzar más allá del desierto y alcanzar la costa Palestina, y fueron rechazados dos veces en Gaza.
La rebelión árabe en el Hiyaz instigada por los británicos que acaudilló el jerife Husayn y que estalló en julio de 1916 amenazó el dominio otomano de la península arábiga. Los árabes alzados contra los otomanos primero trataron de eliminar a las guarniciones otomanas —lograron rendir La Meca, pero no Medina, que resistió hasta el final de la guerra— y luego se dedicaron a hostigar a las tropas imperiales mediante una guerra de guerrillas, centrándose en especial es desbaratar el tráfico del ferrocarril del Hiyaz. Los otomanos, que apenas contaban con algunos batallones en la región, consiguieron mantener fundamentalmente el servicio ferroviario.
A principios de 1917, los otomanos apenas contaban en Palestina con dieciocho mil soldados mal abastecidos mediante ferrocarriles en malas condiciones y a los que hostigaban los beduinos. Ante el avance del ferrocarril británico por el Sinaí, los otomanos se habían ido replegando y en marzo de 1917 establecieron una línea defensiva con cinco divisiones entre Gaza y Beerseba. Aunque con graves apuros, rechazaron el asalto enemigo a Gaza del 26 de marzo. Los británicos sufrieron un nuevo revés en abril y pasaron el verano preparando una nueva ofensiva para quebrar las defensas enemigas. A finales de año, se apoderaron rápidamente de la región: ocuparon Gaza el 7 de noviembre, Jaffa el 16 y Jerusalén el 9 de diciembre. El intento otomano de recuperar esta fracasó. En marzo y abril, sin embargo, habían logrado derrotar en dos ocasiones a los británicos en Gaza e impedirles alcanzar Palestina. Los otomanos no solo lograron replegarse bastante ordenadamente del sur de Palestina, sino que abandonaron Jerusalén por insistencia alemana más que incapacidad para defender la ciudad.
Tras estas victorias, el frente se estancó hasta el otoño del año siguiente; el 19 de septiembre, el general británico Allenby emprendió un nuevo ataque que logró desbaratar definitivamente a los ejércitos otomanos de la región. Ciento cincuenta mil británicos abrieron brecha en las defensas enemigas, que sostenían apenas treinta y cinco mil alemanes y otomanos, y avanzaron con celeridad, pese a los desesperados intentos otomanos por detenerlos con nuevas unidades enviadas al frente a toda prisa. El 1 de octubre de 1918, cuando ya Bulgaria se había rendido, los británicos entraron en Damasco.

#### Mesopotamia
Desde la entrada en guerra del imperio, se estableció un frente en Mesopotamia, en el que las fuerzas otomanas combatían a las británicas que dominaban Kuwait. El 5 de noviembre de 1914, los británicos desembarcaron en el extremo occidental del golfo pérsico con el fin de garantizar los intereses de las compañías petroleras británicas en la zona. El 22 de noviembre, las unidades angloindias ocuparon Basora.
A finales de año, las unidades que habían desembarcado en la región de Kuwait emprendieron ofensivas hacia Bagdad. Para entonces alcanzaron la parte alta del río Shatt al-Arab. Luego continuaron un lento avance por Mesopotamia, estorbado por la dureza del clima y a principios de octubre de 1915 se hallaban a unos cincuenta kilómetros al sur de Bagdad. Las fuerzas británicas, no obstante, estaban para entonces agotadas por las operaciones y el clima y eran inferiores en número a las otomanas, por lo que el avance hacia Bagdad suponía un gran riesgo. Los británicos tampoco contaban con suficientes abastos, en especial cuando el descenso del nivel de los ríos dificultaba la navegación. Algo más al norte de la posición británica, el jefe otomano del frente estableció dos sólidas líneas de defensa con unos veinte mil soldados, que protegían Bagdad.
En diciembre los otomanos desbarataron el asalto de la 6.ª División anglobritánica y la cercaron en Kut al-Amara. En 1915 y comienzos de 1916, los británicos sufrieron graves derrotas en la zona. El sitio de Kut al-Amara, por ejemplo, terminó con la capitulación del cuerpo indo-británico el 29 de abril de 1916; tras cuatro meses de intentos, los británicos no habían logrado quebrar el cerco enemigo a la división. La derrota supuso un grave descalabro, tanto militar como de prestigio, que requirió grandes reformas del ejército mesopotámico británico. Para sostener este frente y poder acometer nuevas ofensivas, se tuvieron que enviar doscientos mil soldados a la zona.
En 1917, los británicos reanudaron los ataques y conquistaron Bagdad en marzo. En los meses siguientes, el ejército anglobritánico, reconstituido tras la derrota de Kut-el-Amara del año anterior, siguió arrebatando posiciones a los otomanos, si bien cada vez más lentamente: conquistó Samarra en abril de 1917, Tikrit en noviembre y hit en marzo del año siguiente. No obstante, los combates en el frente mesopotámico continuaron hasta el final de la guerra. Para entonces los otomanos se habían replegado a Mosul, que los británicos no lograron conquistar antes de que acabase la guerra.
A este frente los británicos destinaron ochocientos noventa mil soldados y tuvieron unas noventa mil bajas, lo que suponía el doble de tropas con las que contaron los otomanos que sufrieron, empero, un número similar de bajas, debidas en parte al deficiente abastecimiento.

#### Otros frentes y operaciones navales
En el verano de 1916 y a causa de las derrotas austrohúngaras en el frente ruso, el jefe del alto mando alemán, Erich von Falkenhayn, solicitó a los otomanos tropas para reforzar el sector sur del frente. Dos divisiones turcas encuadradas en el XV Cuerpo de Ejército —treinta mil soldados— marcharon a Galitzia a defender las posiciones al sureste de Leópolis.
Las operaciones navales estuvieron controladas fundamentalmente por oficiales alemanes, tanto por estar la Armada otomana al mando sucesivamente de dos marinos del Reich como por ser sus cruceros Goeben y Breslau las unidades más modernas de la Armada una vez que pasaron a servicio de los otomanos. Las principales maniobras se realizaron en la zona de los estrechos del mar Negro y en este, pues más al sur la superioridad aplastante de las Marinas aliadas hizo casi imposible operar a los otomanos. El único intento relevante de hacerlo, realizado en enero de 1918, acabó con el hundimiento del Breslau y la avería del Goeben al chocar con una mina. En el Mediterráneo oriental las operaciones navales del imperio se limitaron al uso de submarinos y pequeños torpederos.

### Derrota

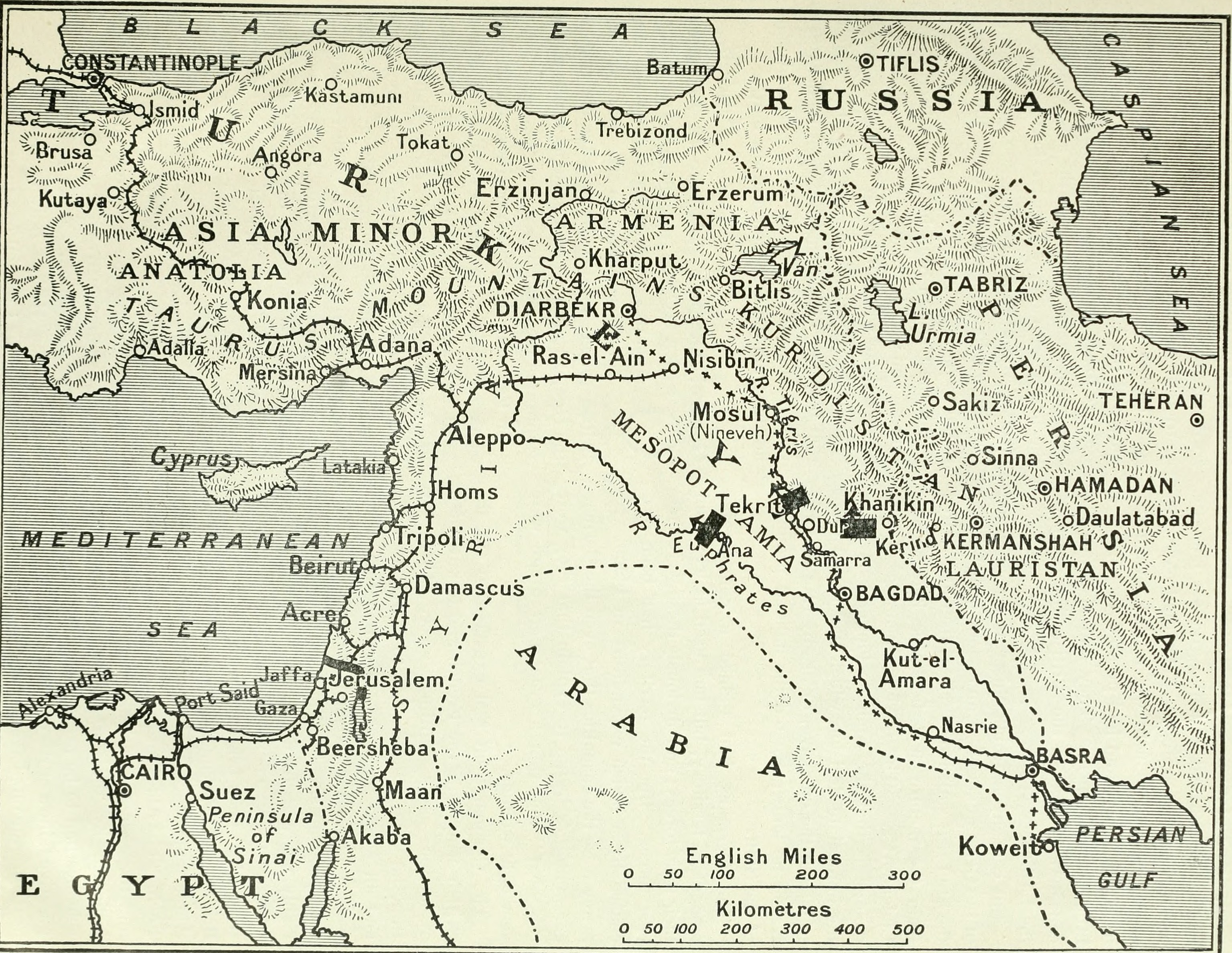
La situación de los frentes de guerra en abril de 1918.

En el otoño de 1918, los Aliados habían conseguido importantes victorias sobre los ejércitos turco-alemanes en Palestina y Mesopotamia, pero aún no podían alcanzar los núcleos del poder otomano.
La clave de las defensas otomanas era el frente macedonio, sostenido principalmente por Bulgaria: las unidades búlgaras defendían un territorio que protegía a la capital otomana de las fuerzas enemigas concentradas en torno a Salónica. Por ello, la solicitud búlgara de armisticio del 26 de septiembre de 1918 dejó inerme Constantinopla. Como consecuencia, el 2 de octubre, pocos días después de la firma del Armisticio de Tesalónica entre búlgaros y Aliados, el prefecto otomano de Esmirna se puso en contacto con el jefe de la escuadra británica anclada en Mudros, lo que supuso el preludio de otras negociaciones a mayor nivel entre los dos bandos. El 1 del mes los británicos y sus aliados árabes se habían apoderado de Damasco y el 8 dimitió el Gobierno.
La firma del armisticio búlgaro también puso en peligro el abastecimiento alemán a los otomanos, del que dependía la participación de estos en el conflicto; la conexión ferroviaria entre el Reich y el Imperio otomano quedó nuevamente interrumpida a causa de la rendición búlgara, lo que dejó aisladas del Reich a las unidades alemanas que combatían junto a los otomanos en el Levante y Mesopotamia y privó tanto a alemanes como a otomanos de los suministros que antes llegaban por el ferrocarril balcánico.
Incapaces de repeler un ataque a la capital, los mandatarios otomanos se culparon entre sí de la apurada situación; Enver Bajá acabó de chivo expiatorio de la derrota. El 14 de octubre, se formó un nuevo Gobierno, presidido por Izzet Bajá, que solicitó el armisticio.

## Fin de la guerra

### El Armisticio de Mudros
El Gobierno que había tomado posesión el 14 de octubre trató de establecer contactos con los Aliados. Intentó comunicarse con Louis Franchet d'Espèrey, jefe del frente macedonio, con los representantes de los Aliados en Berna, con los estadounidenses mediante la embajada de Madrid y luego empleó la mediación del general británico Charles Townshend, cautivo desde 1916, al que acompañó un emisario otomano. Las negociaciones tuvieron lugar finalmente junto a la isla de Lemnos a partir del 26 de octubre, cuando llegó la delegación otomana.
El 30 de octubre se firmó el Armisticio de Mudros. El acuerdo con los otomanos lo firmaron los británicos en nombre de todos los Aliados, por insistencia de los otomanos, que solo deseaban tratar con ellos, y pese a las objeciones de los franceses. La rúbrica se realizó el 30 de octubre y el signatario por parte otomana fue el ministro de Marina, Rauf Orbay; el acuerdo entraba en vigor al mediodía del día siguiente.
Los británicos habían acordado unas condiciones de armisticio muy vagas, salvo en aquello que les interesaba principalmente; el resto quedaba pendiente de lo que se decidiese en los tratados de paz definitivos; los franceses quedaron arrumbados en las conversaciones con los otomanos, pese a que realizaron algunos actos propagandísticos, como un desfile militar en Constantinopla o la reapertura de la embajada solemne de la embajada, que organizó Franchet d'Espèrey.
El armisticio dispuso la desmovilización de las tropas otomanas; aquellas que aún defendían sus posiciones en el Levante, Mesopotamia y Tripolitania debían rendirse a los Aliados. Estos —en realidad, únicamente los británicos— tomarían diversos puntos estratégicos: los Dardanelos, el Bósforo, los túneles de los montes Tauro, Batum y Bakú. Tracia quedó ocupada por siete divisiones aliadas del Ejército de Oriente, al igual que la península de Galípoli y la costa del mar de Mármara. Se exigía también al imperio que rompiese las relaciones diplomáticas con el resto de los Imperios Centrales y la retirada de las tropas de estos de territorio otomano.

### Tratado de paz
Según lo dispuesto en el Tratado de Sèvres, el imperio conservaría Constantinopla, pero perdería los territorios de población árabe. Francia recibiría Siria y el Reino Unido Palestina y Mesopotamia, en calidad de mandatos de la Sociedad de Naciones. La zona de los estrechos y el mar de Mármara quedarían sometidos a control internacional. Por su parte, Grecia recibía Esmirna y su comarca, tras un plebiscito que debía celebrarse pero cuyo resultado favorable a Atenas se deba por descontado. Obtenía también la mayoría de las islas del Egeo, la península de Galípoli y Tracia, a excepción de la capital otomana. Italia conservaba el Dodecaneso. Se formaba además un Estado armenio centrado en Erzurum. Los territorios con población kurda recibían la autonomía. El Ejército y la gendarmería quedaban sometidos al control aliado. Las finanzas imperiales también quedaban sometidas a los Aliados. Gran parte del país a excepción de Constantinopla y la zona de Bitinia se la repartirían entre el Reino Unido, Francia e Italia en calidad de zonas de influencia.
Los Aliados presentaron el tratado al Gobierno otomano el 10 de junio de 1920, que lo ratificó el 10 de agosto; la tardanza se debió la dificultad de formar un Gobierno dispuesto a aceptarlo. Sin embargo Mustafa Kemal establece un gobierno paralelo en Ankara que desconoce el tratado y se dedica a continuar el esfuerzo de guerra para derrotar a las tropas griegas, francesas, italianas, inglesas y armenias en el territorio turco, lo cual logra con relativo éxito en 1923 luego de recuperar Esmirna, Constantinopla, Tracia oriental, Cilicia, Hatay, Kurdistán y Armenia. A los aliados no les quedó otra alternativa que dejar nulo el tratado de Sèvres y acordar un nuevo tratado donde Turquía reconoce la pérdida de Siria, Egipto, Irak, Jordania, Kuwait, La Meca, Medina, Yemen y Líbano. El tratado se firma en Lausana en 24 de julio de 1923.

## Consecuencias
En lo militar, la guerra acabó con el Ejército otomano. Si en agosto de 1914 este lo componían seiscientos mil soldados, en el otoño de 1918 apenas quedaban treinta y tres mil y más de un millón de desertores recorría el país sembrando el caos. Las finanzas imperiales quedaron arruinadas; el país se había gastado en la guerra trescientos noventa y ocho millones y medio de liras turcas.